# Knipowitschia ephesi
Knipowitschia ephesi é uma espécie de peixe da família Gobiidae.
É endémica de Turquia.
Os seus habitats naturais são: rios.
Está ameaçada por perda de habitat.